# Заречье (Междуреченский район)
Заречье — деревня в Междуреченском районе Вологодской области.
Входит в состав Старосельского сельского поселения (с 1 января 2006 года по 8 апреля 2009 года входила в Ноземское сельское поселение), с точки зрения административно-территориального деления — в Ноземский сельсовет.
Расстояние до районного центра Шуйского по автодороге — 19 км, до центра муниципального образования Старого по прямой — 9 км. Ближайшие населённые пункты — Оброшино, Михалково, Поплевино.
По переписи 2002 года население — 2 человека.
На кладбище рядом с Заречьем сохранилась колокольня, оставшаяся от Троицкого Авнежского мужского монастыря, существовавшего в 1370—1764 гг..